# Bârsău - Șomcuta
Bârsău - Șomcuta este o arie protejată (arie specială de conservare — SAC, sit de importanță comunitară — SCI) din România, desemnată în scopul protejării biodiversității și menținerii într-o stare de conservare favorabilă a florei spontane și faunei sălbatice, precum și a habitatelor naturale de interes comunitar aflate în arealul zonei de protecție. Aceeasta se întinde în nord-vestul României, pe teritoriile județelor Maramureș și Satu Mare.

## Localizare
Aria naturală se află în extremitatea nordică a Dealurilor de Vest (în Dealurile Silvaniei), pe teritoriul administrativ al orașului Șomcuta Mare și pe cele ale comunelor Asuaju de Sus, Băița de sub Codru, Fărcașa, Gârdani, Mireșu Mare, Satulung și Sălsig din județul Maramureș și pe cel al comunei Bârsău din județul Satu Mare.

## Înființare
Situl Bârsău - Șomcuta (cu o suprafață de 4.751 hectare) fost declarată sit de importanță comunitară prin Ordinul Ministerului Mediului și Dezvoltării Durabile Nr.46 din 2016 (Bârsău - Șomcutaprivind instituirea regimului de arie naturală protejată a siturilor de importanță comunitară, ca parte integrantă a rețelei ecologice europene Natura 2000 în România) și include rezervația naturală Pădurea Bavna. Acesta a fost protejat și ca arie specială de conservare în mai 2022.

## Biodiversitate
Situl reprezintă o zonă (încadrată în bioregiune continentală) cu ape curgătoare, dealuri, fânețe, peșteri, păduri și zăvoaie; ce adăpostește faună diversă și conservă patru habitate naturale de tip: Păduri de fag de tip Asperulo-Fagetum, Păduri de stejar cu carpen de tip Galio-Carpinetum, Păduri panonice-balcanice de stejar turcesc și Păduri dacice de stejar și carpen. La baza desemnării acestuia se află mai multe specii (mamifere și amfibieni) enumerate în anexa I-a a Directivei Consiliului European 92/43/CE din 22 mai 1992 (privind conservarea habitatelor naturale și a speciilor de faună și floră sălbatică) sau aflate pe Lista roșie a IUCN; printre care: liliacul cu urechi mari (Myotis bechsteini), liliacul comun (Myotis myotis), liliacul mediteranean (Rhinolophus euryale), liliacul mare cu potcoavă (Rhinolophus ferrumequinum), liliacul mic cu potcoavă (Rhinolophus hipposideros), ivorașul-cu-burta-galbenă (Bombina variegata) și tritonul cu creastă (Triturus cristatus).

## Monumente și atracții turistice

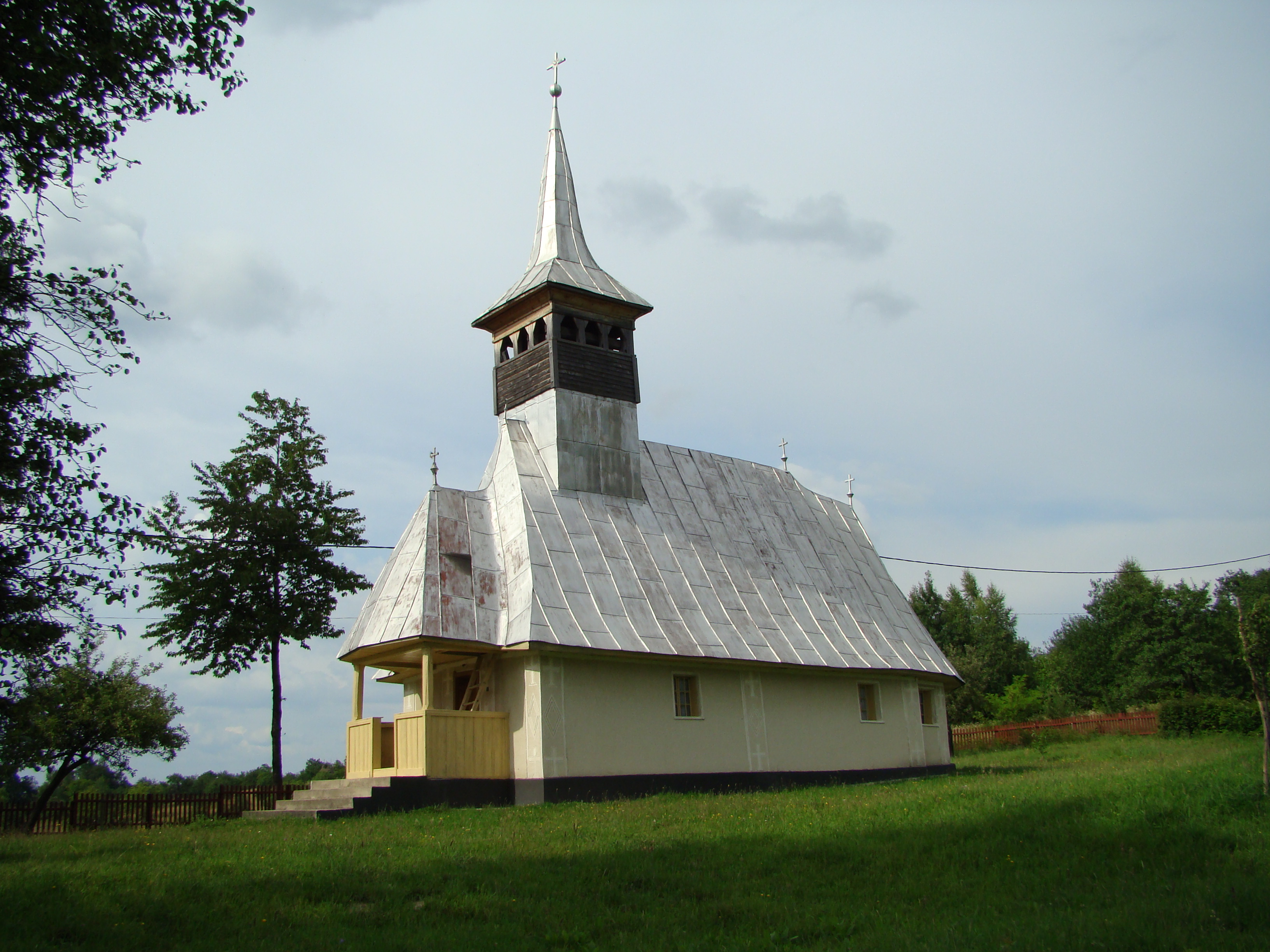
Biserica de lemn din Codru Butesii

În vecinătatea rezervației naturale se află câteva obiective de interes istoric, cultural și turistic; astfel:
- Biserica de lemn din Buteasa
- Biserica de lemn din Codru Butesii
- Biserica de lemn din Buzești
- Biserica ortodoxă cu hramul „Sfinții Apostoli Petru și Pavel” din Șomcuta Mare (construcție 1862-1885), monument istoric.
- Biserica romano - catolică „Sf. Vasile” din Șomcuta Mare, construcție 1895, monument istoric
- Biserica de lemn „Sfinții Arhangheli Mihail și Gavril” din Vălenii Șomcutei, construcție secolul al  XVII-lea, monument istoric.
- Biserica de lemn „Sfinții Arhangheli Mihail și Gavril” din Codru Butesii, construcție 1700, monument istoric.
- Castelul Teleki din Satulung
- Peștera Vălenii Șomcutei (rezervație naturală).